# Aenictus powersi
Aenictus powersi es una especie de hormiga guerrera del género Aenictus, familia Formicidae. Fue descrita científicamente por Wheeler en 1930.
Se distribuye por Filipinas.